# ブランチ・スウィート
ブランチ・スウィート（Blanche Sweet、1896年6月18日 - 1986年9月6日）は、アメリカ合衆国のサイレント映画女優。ハリウッド映画産業の最も初期の頃から経歴を開始している。ブランシュ・スウィートとも表記される。

## 生い立ち
サラ・ブランチ・スウィートとしてイリノイ州シカゴの芸能一家に生まれる。父親は家族を捨て、母親も彼女を産んで間もなく亡くなったので、祖母に育てられる。生活のため生後18ヶ月で「ベイビー・ブランチ」として初舞台を踏む。1900年、4歳の時にモーリス・バリモア（ライオネル、エセル、ジョンの父親）が主演する『The Battle of the Strong』という舞台に出演。10年後にD・W・グリフィス監督の映画で、バリモアの息子ライオネルと共演することとなる。10代の頃、ルース・セント・デニスからダンスのレッスンを受けている。1909年、祖母と共にニューヨークにいた時にバイオグラフ・スタジオとエジソン・スタジオの面接を受け、後者でエキストラ出演をした後、短編映画『A Man with Three Wives』でデビューした。

## 経歴
バイオグラフ・スタジオのD・W・グリフィス監督と会い、エキストラを経てメアリー・ピックフォードと並ぶ主演女優となった。後にリリアン・ギッシュが登場、3人の女優の個性は他と比べようが無いほど多様であった。
1911年に公開されたグリフィス監督の『女の叫び』はスウィートの同社で最も有名な短編映画である。初期の特筆される主演映画として、化粧無しでは異性を惹付けられないという強迫観念に囚われた複雑なヒロインを演じた短編映画『The Painted Lady』（1912年）が挙げられる。1975年1月23日付のニューヨーク・タイムズのヴィンセント・キャンディは「監督と主演女優のちょっとした力技」と評している。
バイオグラフでグリフィスとスウィートが組んだ最後の映画がタイトルロール（原題を直訳すると『ベッスリアのジュディス』）を演じたグリフィス初の長編映画『ベッスリアの女王』（1914年）である。その後グリフィスはバイオグラフを離れ、スウィートも従った。1914年、新天地ミューチュアル社で主演女優として『暗黒界』、『ホーム・スイート・ホーム』、『恐ろしき一夜』と立て続けにグリフィス監督作品に出演。
スウィートは当然の如く『國民の創生』（1915年）のエルシー・ストーンマン役は自分にまわってくると思っていたが、キャスティングされたのはリリアン・ギッシュであった。その代りセシル・B・デミルから高額でオファーを受ける。この時グリフィスに引き留められなかったことに傷付き、その後は袂を別つ。これまでの恩義に感謝するには若すぎ、彼の晩年に1度も会わなかったことを長年後悔する。
1915年、2本のデミル監督作品『The Warrens of Virginia』、『The Captive』に主演する。1917年まで、フェイマス・プレイヤーズでさらに17本の映画に出演した。スウィート自身は『The Warrens of Virginia』と『The Captive』を評価しておらず、1916年にセシルの兄ウィリアム・C・デミルが監督した『The Ragamuffin』、『The Blacklist』、『The Sowers』を高く評価していた。1917年には、最初の夫となるマーシャル・ニーランの監督作品『Those Without Sin』、『The Tides of Barnegat』、『The Silent Partner』に出演。ニーランがまだバイオグラフの俳優だった時に2人は出会っていた。
1917年にフェイマス・プレイヤーズ＝ラスキーを離れ、約2年間スクリーンから遠ざかる。この時期については口を閉ざしており、薬物中毒に陥っていたと推測されている。1919年にマーシャル・ニーラン監督の独立系映画『The Unpardonable Sin』で復帰を果した。この後は作品を選びながらコンスタントに主演作が続く。1922年にニーランと結婚。

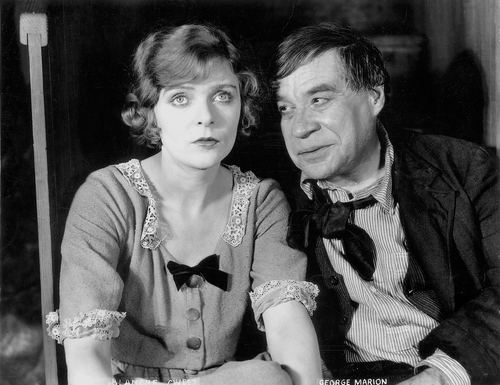
『海の洗礼』（1923年）ジョージ・F・マリオンと

この時期の代表作と言えるのがユージン・オニールの戯曲の初映画化『海の洗礼』（1923年）である。トーマス・H・インス製作、ジョン・グリフィス・レイ監督、ウィリアム・ラッセル、ジョージ・F・マリオン、ユージニー・ベッセラーが共演した。インスは映画化権に35,000ドルを費やし、165,000ドルの製作費をかけた。1930年にトーキーでリメイクされた際に（『アンナ・クリスティ』）タイトルロールを演じたのはグレタ・ガルボで、スウィートは再び自分に声がかからなかったことを残念に思っていた。
1924年、ニーランとスウィートは監督と女優のチームとして、メトロ・ゴールドウィン・メイヤー（以下MGM）と独立資本で製作した長編映画をMGMを通して配給するという契約を結ぶ。2本のみが公開された後、MGMとニーランの間で契約を巡り訴訟となったが、何故かスウィートに累は及ばず1930年にもMGM映画に出演している。1926年、ニーランとの最後の映画となるパラマウント配給の『外交』に出演、1929年にはニーランと離婚した。
トーキーの時代になり女優として終わりが近付いてきていた。子供の頃に舞台女優経験もあり美しい声も持っていたが、20年というキャリアは若さと新鮮さを求める業界にあって長すぎるものであった。1929年、ヴァイタフォン短編映画『Always Faithful』に出演、スウィートの声が収録されている。出演した3本のトーキー映画『The Woman Racket』、『ハリウッド盛衰記』、『銀鱗に躍る』は全て1930年に公開された。
ハリウッドを去った女優が現実世界で出来ることはあまり無かった。1935年、俳優のレイモンド・ハケットと結婚。同年ブロードウェイでロバート・E・シャーウッドの舞台『化石の森』にサブヒロインとして出演、主役の男性2人ハンフリー・ボガートとレスリー・ハワードは後に映画版『化石の森』にも主演したが、スウィートにはワーナー・ブラザースからお呼びはかからなかった。ラジオや初期のテレビに時折出演はしたが、しばらくはロサンゼルスの百貨店の店員として勤めていた。
1958年7月7日、2人目の夫レイモンド・ハケットが亡くなり、ニューヨークに転居。同年11月、現役復帰を表明し、NBCの連続テレビドラマ『影なき男』へのゲスト出演、ダニー・ケイ主演の『5つの銅貨』（1959年）へのカメオ出演を果たす。1960年、CBSの連続テレビドラマ『ドビーの青春』の第1シーズンの1エピソードにゲスト出演。

## 私生活
スウィートは2回結婚している。映画監督のマーシャル・ニーランと1922年に結婚したが、ニーランの飲酒が原因で1929年に別れた。1935年、6歳年下で俳優のレイモンド・ハケットと結婚、共に再婚でありハケットには5歳になる息子がいた。1958年7月7日、夫ハケットが腸疾患により55歳で死去、未亡人となった。

## 死去
1986年9月6日、脳梗塞によりニューヨークの自宅で死去、90歳であった。後に彼女の遺灰はブルックリン植物園に撒かれた。
映画界への貢献により、ヴァインストリート1771のハリウッド・ウォーク・オブ・フェームにブランチ・スウィートの星型プレートがある。

## 主な出演作品

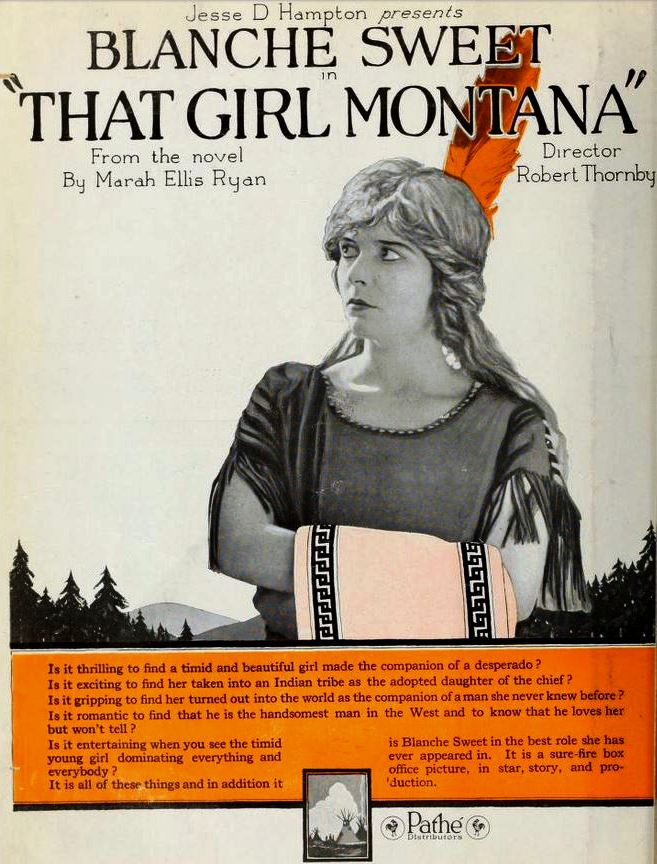
『モンタナ』（1921年）広告

| 年   | 原題                      | 邦題                     | 役名                              | 備考                      |
| ---- | ------------------------- | ------------------------ | --------------------------------- | ------------------------- |
| 1911 | The Lonedale Operator     | 女の叫び                 | Daughter of the Lonedale Operator | 短編映画 クレジットされず |
| 1912 | The Painted Lady          |                          | The Older Sister                  | 短編映画                  |
| 1914 | Judith of Bethulia        | ベッスリアの女王         | Judith                            |                           |
| 1914 | The Escape                | 暗黒界                   | May Joyce                         |                           |
| 1914 | Home, Sweet Home          | ホーム・スイート・ホーム | The Wife                          |                           |
| 1914 | The Avenging Conscience   | 恐ろしき一夜             | The Nephew's Sweetheart           |                           |
| 1915 | The Warrens of Virginia   |                          | Agatha Warren                     |                           |
| 1915 | The Captive               |                          | Sonya Martinovich                 |                           |
| 1916 | The Ragamuffin            |                          | Jenny                             |                           |
| 1916 | The Blacklist             |                          | Vera Maroff                       | 紛失                      |
| 1916 | The Sowers                |                          | Vera Maroff                       |                           |
| 1919 | The Unpardonable Sin      |                          | Alice Parcot / Dinny Parcot       |                           |
| 1919 | A Woman of Pleasure       | 歓楽の女                 | Alice Dane                        |                           |
| 1920 | The Girl in the Web       | 網中の娘                 | Esther Maitland                   | 紛失                      |
| 1920 | Help Wanted - Male        | 花婿入用                 | Leona Stafford                    | 紛失                      |
| 1920 | Her Unwilling Husband     | 心進まぬ夫               | Mavis                             | 紛失                      |
| 1921 | That Girl Montana         | モンタナ                 | Montana Rivers                    |                           |
| 1922 | Quincy Adams Sawyer       |                          | Alice Pettengill                  |                           |
| 1923 | In the Palace of the King | パレス                   | Dolores Mendoza                   |                           |
| 1923 | Anna Christie             | 海の洗礼                 | Anna Christie                     |                           |
| 1924 | Those Who Dance           |                          | Rose Carney                       |                           |
| 1924 | Tess of the d'Urbervilles | 受難のテス               | Teresa "Tess" Durbeyfield         | 紛失                      |
| 1925 | The Sporting Venus        | スポーツの女神           | Lady Gwendolyn                    |                           |
| 1925 | His Supreme Moment        | 歓楽の舞姫               | Carla King                        | 紛失                      |
| 1925 | The New Commandment       | 動員一下                 | Renee Darcourt                    | 紛失                      |
| 1925 | Bluebeard's Seven Wives   | 世界の寵児               | Juliet                            | 紛失                      |
| 1926 | Diplomacy                 | 外交                     | Dora                              |                           |
| 1927 | Singed                    | 身を焦がして             | Dolly Wall                        |                           |
| 1929 | Always Faithful           |                          | Mrs. George W. Mason              | 短編映画 ヴァイタフォン   |
| 1930 | The Woman Racket          |                          | Julia Barnes Hayes                |                           |
| 1930 | Show Girl in Hollywood    | ハリウッド盛衰記         | Donny Harris, aka Mrs. Buelow     |                           |
| 1930 | The Silver Horde          | 銀鱗に躍る               | Queenie                           |                           |
| 1959 | The Five Pennies          | 5つの銅貨                | Headmistress of School            | クレジットされず          |